# Rigmor Gustafsson
Rigmor Elisabeth Gustafsson, född 12 april 1966 i Värmskogs socken i Värmland, är en svensk jazzsångare.

## Biografi
Rigmor Gustafsson kommer från en musikalisk familj, där även hennes syster Christina Gustafsson är verksam som jazzsångare. Vid åtta års ålder började Rigmor Gustafsson lära sig spela gitarr på den kommunala musikskolan i Grums. Hon gick senare på Sundstagymnasiet i Karlstad där hon först studerade klassisk gitarr, men gick över till sång. Efter studier vid Musikhögskolan Ingesund och Musikhögskolan i Stockholm flyttade hon till New York för att studera vid The New School for Jazz and Contemporary Music och Mannes College of Music med examen 1995. I New York träffade hon några musiker, som hon bildade Rigmor Gustafsson Quintet med. Med kvintetten turnerade hon 1996-1997 i Sverige, Tyskland och Schweiz.
År 1996 kom Rigmor Gustafssons debutalbum In the Light of Day, men redan 1994 kunde man lyssna till Gustafsson på barnskivan Sånger från TV-serien Planeten Pi, där hon sjunger tillsammans med Anders Lundin och Lars In de Betou.

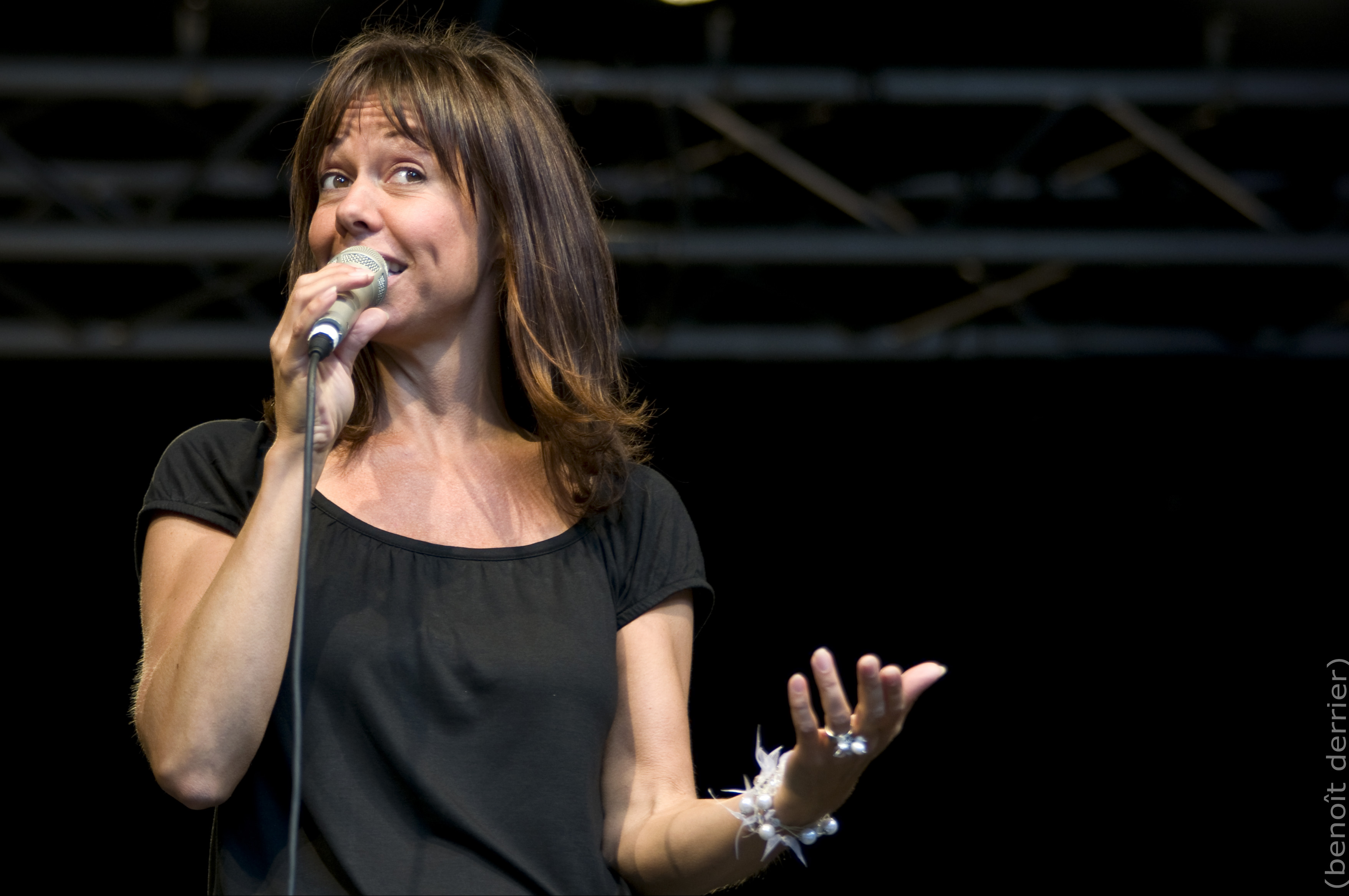
Rigmor Gustafsson vid ett framträdande på Brunkebergstorg 2009.

År 2003 blev tyska ACT hennes skivbolag och de gav ut I Will Wait for You där även trombonisten Nils Landgren medverkade. En recensent kallade skivan för "jazzmusik av yttersta märke". Samma år uppträdde Rigmor Gustafsson på Nobelfesten. Hösten 2004 släpptes albumet Close to You där hon ackompanjerad av Jacky Terrasons trio tolkade ett antal kända Dionne Warwick-örhängen skrivna av Burt Bacharach. Albumet sålde guld. På skivan On My Way to You från 2006 sjunger hon låtar av den franske kompositören Michel Legrand.  Även det albumet har sålt guld.
Den 19 juli 2007 var Rigmor Gustafsson sommarpratare i Sveriges Radio P1. Samma år kom albumet Alone With You där hon själv skrivit all musik. Albumet sålde guld och vann dessutom 2008 Grammis i kategorin "Årets jazz".
År 2008 samarbetade Rigmor Gustafsson, Silje Nergaard och Cæcilie Norby med Danmarks Radios Big Band som resulterade bland annat i en CD och en dokumentär i Sveriges och Danmarks Television. År 2010 utkom albumet Calling You, på vilket Rigmor Gustafsson samarbetar med Radio String Quartet Vienna. Rigmor Gustafsson och stråkkvartetten turnerade i samband med skivsläppet och gjorde över 50 konserter tillsammans under året i Sverige och övriga Europa. Rigmor Gustafsson uppträdde också på bröllopskonserten för kronprinsessan Victoria och prins Daniel. År 2011 släpptes samlingsalbumet The Signature Edition 6 och 2014 kom albumet When You Make Me Smile, där flera av sångerna är skrivna av Rigmor Gustafsson själv.
Gustafsson var adjungerad professor vid Musikhögskolan Ingesund under två år från och med höstterminen 2015.

## Diskografi

### Under eget namn
- 1996 – In the Light of Day (Prophone)
- 1998 – Plan #46 (Prophone)
- 2000 – Live på Mosebacke (Prophone)
- 2003 – I Will Wait for You (ACT)
- 2004 – Close to You (ACT)
- 2006 – On My Way to You (ACT)
- 2007 – Alone with You (ACT)
- 2010 – Calling You (ACT)
- 2014 – When You Make Me Smile (ACT)
- 2019 – Come Home (ACT)
- 2025 – Rigmor på svenska (Hoob)

### Samlingsalbum
- 2005 – Ballad Collection – The Prophone Years
- 2011 – The Signature Edition 6 (dubbel-cd)

### Som gästsolist
- 1999 – Melos med Peter Asplund
- 2000 – Satch as Such med Peter Asplund and his Orchestra
- 2002 – Sentimental Journey med Nils Landgren
- 2005 – Scandinavian Yuletide Voices med Mika Pohjola
- 2005 – Music for the Neighbours med Magnus Lindgren
- 2006 – Ballads med Lina Nyberg, Sophie Dunér m.fl.
- 2009 – Jazz Divas of Scandinavia

### Övriga utgivningar
- 1994 – Sånger från TV-serien Planeten Pi

## Priser och utmärkelser
- 2005 – Värmlands Landstings Frödingstipendium[10]
- 2007 – SKAP Stipendium
- 2008 – Grammis som "Årets jazz"[11]
- 2008 – Månadens stockholmare[12]
- 2009 – Årets Värmlänning[13]
- 2010 – STIM Stipendium
- 2010 – Lagerlövet[14]
- 2011 – Thore Ehrling-stipendiet[15]
- 2012 – Anita O'Day-priset [16]
- 2013 – Kungliga Musikaliska Akademiens Jazzpris[17]
- 2015 – Litteris et Artibus[18]
- 2017 – Ledamot av Kungliga Musikaliska Akademien[19]
- 2018 – Guldkatten[20]
- 2023 – Jazzkannan[21]